# Xã Bear Park, Quận Norman, Minnesota
Xã Bear Park (tiếng Anh: Bear Park Township) là một xã thuộc quận Norman, tiểu bang Minnesota, Hoa Kỳ. Năm 2010, dân số của xã này là 192 người.